# (1158) Luda
Pour les articles homonymes, voir Luda.
(1158) Luda est un astéroïde de la ceinture principale de la famille de Maria, découvert par Grigori Néouïmine à l'observatoire de Simeiz le 31 août 1929. Sa désignation temporaire est 1929 QF.
Il a été nommé d'après le prénom de la sœur du découvreur Ludmilla.

## Sources

## Compléments